# Furcifer oustaleti
Furcifer oustaleti este o specie de cameleoni din genul Furcifer, familia Chamaeleonidae, descrisă de Mocquard 1894. A fost clasificată de IUCN ca specie cu risc scăzut. Conform Catalogue of Life specia Furcifer oustaleti nu are subspecii cunoscute.